# Punta Minuta
Die Punta Minuta ist ein 2556 m hoher Berg auf Korsika. Er liegt im nördlichen Teil der Grande Barrière zwischen dem Monte Cinto im Nordosten und der Paglia Orba (2525 m) im Süden. Im Norden liegt die Gemeinde Asco (korsisch Ascu) im Asco-Tal und südlich das Tal des Flusses Golo. Der GR-Fernwanderweg GR 20 führt an der Westflanke entlang. Nächstgelegene Schutzhütte ist das Refuge de l'Erco östlich des Monte Cinto.